# Tuffi ai I Giochi europei - Trampolino 1 metro femminile
Il concorso dei tuffi dal trampolino 1 metro femminile dei Giochi europei di Baku 2015 si è disputato il 19 giugno al Bakú Aquatics Center.

## Risultati
Il turno preliminare si è svolto alle 10:00 e la finale alle 20:25. (UTM +4)
| Pos.    | Tuffatrice                | Nazione       | Preliminare | Preliminare | Finale | Finale |
| Pos.    | Tuffatrice                | Nazione       | Punti       | Class.      | Punti  | Class. |
| ------- | ------------------------- | ------------- | ----------- | ----------- | ------ | ------ |
| Oro     | Maria Polykova            | Russia        | 383.15      | 3           | 419.95 | 1      |
| Argento | Louisa Stawczynski        | Germania      | 370.60      | 5           | 392.20 | 2      |
| Bronzo  | Diana Shelestyuk          | Ucraina       | 359.70      | 10          | 388.45 | 3      |
| 4       | Ekaterina Nekrasova       | Russia        | 407.00      | 1           | 386.80 | 4      |
| 5       | Josefin Schneider         | Germania      | 371.75      | 4           | 384.95 | 5      |
| 6       | Millie Fowler             | Gran Bretagna | 393.40      | 2           | 383.20 | 6      |
| 7       | Roosa Kanerva             | Finlandia     | 356.10      | 11          | 381.15 | 7      |
| 8       | Katherine Torrance        | Gran Bretagna | 368.15      | 7           | 379.35 | 8      |
| 9       | Vivian Barth              | Svizzera      | 370.00      | 6           | 377.70 | 9      |
| 10      | Kaja Skrzek               | Polonia       | 366.20      | 8           | 374.75 | 10     |
| 11      | Daphne Wils               | Paesi Bassi   | 350.10      | 12          | 373.95 | 11     |
| 12      | Frida Kallgren            | Svezia        | 365.30      | 9           | 370.30 | 12     |
| 13      | Giulia Rogantin           | Paesi Bassi   | 349.85      | 13          |        |        |
| 14      | Caroline Lecoeur          | Francia       | 341.10      | 14          |        |        |
| 15      | Maja Boric                | Croazia       | 327.70      | 15          |        |        |
| 16      | Indre Girdauskaite        | Lituania      | 323.60      | 16          |        |        |
| 17      | Katsiaryna Velihurkaya    | Bielorussia   | 321.35      | 17          |        |        |
| 18      | Madeline Coquoz           | Svizzera      | 320.10      | 18          |        |        |
| 19      | Natasha Mac Manus         | Irlanda       | 319.70      | 19          |        |        |
| 20      | Maissam Naji              | Francia       | 319.10      | 20          |        |        |
| 21      | Anne Vilde Tuxen          | Norvegia      | 318.25      | 21          |        |        |
| 22      | Margarita Dzhusova        | Ucraina       | 314.25      | 22          |        |        |
| 23      | Malvina Catalano Gonzaga  | Italia        | 309.80      | 23          |        |        |
| 24      | Dominika Bak              | Polonia       | 304.20      | 24          |        |        |
| 25      | Kamilla Veres             | Ungheria      | 290.80      | 25          |        |        |
| 26      | Michelle Staudenherz      | Austria       | 278.55      | 26          |        |        |
| 27      | Olqa Bikovskaya           | Azerbaigian   | 265.20      | 27          |        |        |
| 28      | Daniela Aleksandraviciute | Lituania      | 264.85      | 28          |        |        |
| 29      | Annija Zagorska           | Lettonia      | 161.35      | 29          |        |        |